# Isnard z Chiampo
Isnard z Chiampo (lub Isnard z Vicenzy) (zm. 19 marca 1244) – włoski dominikanin, przeor, założyciel klasztoru Najświętszej Marii Panny z Nazaretu w Pawii, kaznodzieja i błogosławiony Kościoła katolickiego.

## Życiorys
Uczeń św. Dominika. Był kaznodzieją i założycielem klasztoru Najświętszej Marii Panny z Nazaretu w Pawii, w którym pełnił funkcję przeora. 12 marca 1919 jego kult jako błogosławionego został zaaprobowany.